# Hulusitai (köping i Kina, lat 39,23, long 106,24)
Hulusitai (kinesiska: 呼鲁斯太, 呼鲁斯太镇) är en köping i Kina. Den ligger i den autonoma regionen Inre Mongoliet, i den norra delen av landet, omkring 490 kilometer väster om regionhuvudstaden Hohhot.
Genomsnittlig årsnederbörd är 258 millimeter. Den regnigaste månaden är juli, med i genomsnitt 63 mm nederbörd, och den torraste är januari, med 1 mm nederbörd.